# Sindaci di Roseto degli Abruzzi
Di seguito l'elenco cronologico dei sindaci di Roseto degli Abruzzi e delle altre figure apicali equivalenti che si sono succedute nel corso della storia.

## Regno d'Italia (1927-1946)
| Podestà nominati dal governo (1927-1944)                   | Podestà nominati dal governo (1927-1944) | Podestà nominati dal governo (1927-1944) | Podestà nominati dal governo (1927-1944) | Podestà nominati dal governo (1927-1944) |
| Nominativo                                                 | Partito                                  | Partito                                  | Mandato                                  | Mandato                                  |
| Nominativo                                                 | Partito                                  | Partito                                  | Inizio                                   | Fine                                     |
| ---------------------------------------------------------- | ---------------------------------------- | ---------------------------------------- | ---------------------------------------- | ---------------------------------------- |
| Giuseppe Di Blasio                                         |                                          | Partito Nazionale Fascista               | 1927                                     | ?                                        |
| Archimede Carusi (Commissario prefettizio)                 | –                                        | –                                        | ?                                        | ?                                        |
| Gioacchino Minciotti (Commissario prefettizio)             | –                                        | –                                        | ?                                        | ?                                        |
| Giuseppe Di Blasio                                         |                                          | Partito Nazionale Fascista               | ?                                        | ?                                        |
| Sebastiano Pergameno (Commissario prefettizio)             | –                                        | –                                        | ?                                        | ?                                        |
| Archimede Carusi                                           |                                          | Partito Nazionale Fascista               | ?                                        | ?                                        |
| Davide De Bernardinis (Commissario prefettizio)            | –                                        | –                                        | ?                                        | ?                                        |
| Davide De Bernardinis                                      |                                          | Partito Nazionale Fascista               | ?                                        | ?                                        |
| Carlo Filippone-Thaulero (Commissario prefettizio)         | –                                        | –                                        | ?                                        | ?                                        |
| Carlo Filippone-Thaulero                                   |                                          | Partito Nazionale Fascista               | ?                                        | ?                                        |
| Aldo Capasso (Commissario prefettizio)                     | –                                        | –                                        | ?                                        | ?                                        |
| Davide De Bernardinis (Commissario prefettizio)            | –                                        | –                                        | ?                                        | ?                                        |
| Davide De Bernardinis                                      |                                          | Partito Nazionale Fascista               | ?                                        | ?                                        |
| Giulio Scaramucci (Commissario prefettizio)                | –                                        | –                                        | ?                                        | ?                                        |
| Domenico Rotini (Commissario prefettizio)                  | –                                        | –                                        | ?                                        | ?                                        |
| Gennaro Passamonti (Commissario di salute pubblica)        | –                                        | –                                        | ?                                        | ?                                        |
| Vincenzo Di Furia (Commissario prefettizio)                | –                                        | –                                        | ?                                        | ?                                        |
| Michele Cassano (Commissario prefettizio)                  | –                                        | –                                        | ?                                        | ?                                        |
| Giuseppe Angelini (Commissario prefettizio)                | –                                        | –                                        | ?                                        | ?                                        |
| Sindaci del periodo costituzionale transitorio (1944-1946) |                                          |                                          |                                          |                                          |
| Nominativo                                                 | Partito                                  | Partito                                  | Mandato                                  | Mandato                                  |
| Nominativo                                                 | Partito                                  | Partito                                  | Inizio                                   | Fine                                     |
| Giuseppe D'Emilio                                          | ?                                        | ?                                        | ?                                        | ?                                        |
| Alfredo Giansante                                          | ?                                        | ?                                        | ?                                        | 1946                                     |

## Repubblica Italiana (dal 1946)
| Sindaci eletti dal Consiglio comunale (1946-1993)    | Sindaci eletti dal Consiglio comunale (1946-1993) | Sindaci eletti dal Consiglio comunale (1946-1993)                 | Sindaci eletti dal Consiglio comunale (1946-1993) | Sindaci eletti dal Consiglio comunale (1946-1993) | Sindaci eletti dal Consiglio comunale (1946-1993) | Sindaci eletti dal Consiglio comunale (1946-1993) | Sindaci eletti dal Consiglio comunale (1946-1993) |
| Nominativo                                           | Partito                                           | Partito                                                           | Partito                                           | Partito                                           | Mandato                                           | Mandato                                           | Elezione                                          |
| Nominativo                                           | Partito                                           | Partito                                                           | Partito                                           | Partito                                           | Inizio                                            | Fine                                              | Elezione                                          |
| ---------------------------------------------------- | ------------------------------------------------- | ----------------------------------------------------------------- | ------------------------------------------------- | ------------------------------------------------- | ------------------------------------------------- | ------------------------------------------------- | ------------------------------------------------- |
| Raffaele Paris                                       | ?                                                 | ?                                                                 | ?                                                 | ?                                                 | 18 aprile 1946                                    | 1951                                              | Elezione 1946                                     |
| Raffaele Paris                                       | ?                                                 | ?                                                                 | ?                                                 | ?                                                 | 1951                                              | 1953                                              | Elezioni 1951                                     |
| Pio D'Ilario                                         | ?                                                 | ?                                                                 | ?                                                 | ?                                                 | 1953                                              | 1956                                              | Elezioni 1951                                     |
| Mario Barba                                          | ?                                                 | ?                                                                 | ?                                                 | ?                                                 | 1956                                              | ?                                                 | Elezione 1956                                     |
| Lindoro Brandimarte                                  | ?                                                 | ?                                                                 | ?                                                 | ?                                                 | ?                                                 | ?                                                 | ?                                                 |
| Nicola Ferri                                         | ?                                                 | ?                                                                 | ?                                                 | ?                                                 | ?                                                 | ?                                                 | ?                                                 |
| Goffredo Triboletti                                  | ?                                                 | ?                                                                 | ?                                                 | ?                                                 | ?                                                 | ?                                                 | ?                                                 |
| Calogero Di Maira (Commissario straordinario)        | –                                                 | –                                                                 | –                                                 | –                                                 | ?                                                 | 1974                                              | –                                                 |
| Giovanni Ragnoli                                     | ?                                                 | ?                                                                 | ?                                                 | ?                                                 | 1974                                              | 1981                                              | ?                                                 |
| Pasquale Calvarese                                   | ?                                                 | ?                                                                 | ?                                                 | ?                                                 | 1981                                              | 1985                                              | ?                                                 |
| Pasquale Calvarese                                   | ?                                                 | ?                                                                 | ?                                                 | ?                                                 | 1985                                              | 17 febbraio 1988                                  | Elezione 1985                                     |
| Claudio Angelozzi                                    |                                                   | Partito Comunista Italiano                                        |                                                   | DC-PCI                                            | 17 febbraio 1988                                  | 8 agosto 1990                                     | Elezione 1985                                     |
| Nicola Crisci                                        |                                                   | Partito Comunista Italiano poi Partito Democratico della Sinistra |                                                   | PCI/PDS-PSI-FdV-DP                                | 8 agosto 1990                                     | 11 giugno 1991                                    | Elezione 1990                                     |
| Domenico Cappucci                                    |                                                   | Partito Democratico della Sinistra                                |                                                   | PDS-DC                                            | 11 giugno 1991                                    | 3 ottobre 1992                                    | Elezione 1990                                     |
| Ezio Vannucci                                        |                                                   | Democrazia Cristiana                                              |                                                   | DC-PSI                                            | 3 ottobre 1992                                    | 11 novembre 1992                                  | Elezione 1990                                     |
| Salvatore Marino (Commissario prefettizio)           | –                                                 | –                                                                 | –                                                 | –                                                 | 11 novembre 1992                                  | 23 dicembre 1992                                  | –                                                 |
| Salvatore Marino (Commissario straordinario)         | –                                                 | –                                                                 | –                                                 | –                                                 | 23 dicembre 1992                                  | 7 dicembre 1993                                   | –                                                 |
| Sindaci eletti direttamente dai cittadini (dal 1993) |                                                   |                                                                   |                                                   |                                                   |                                                   |                                                   |                                                   |
| Nominativo                                           | Partito                                           | Partito                                                           | Coalizione                                        | Coalizione                                        | Mandato                                           | Mandato                                           | Elezione                                          |
| Nominativo                                           | Partito                                           | Partito                                                           | Coalizione                                        | Coalizione                                        | Inizio                                            | Fine                                              | Elezione                                          |
| Nicola Crisci                                        |                                                   | Partito Democratico della Sinistra                                |                                                   | PDS                                               | 7 dicembre 1993                                   | 17 novembre 1997                                  | Elezione 1993                                     |
| Nicola Crisci                                        |                                                   | Partito Democratico della Sinistra                                | PDS-PPI-SI                                        | 17 novembre 1997                                  | 30 gennaio 2001                                   | Elezione 1997                                     |                                                   |
| Renato Santarelli (Vicesindaco facente funzioni)     |                                                   | Partito Popolare Italiano                                         | PDS-PPI-SI                                        | 30 gennaio 2001                                   | 23 febbraio 2001                                  | Elezione 1997                                     |                                                   |
| Pasquale Minunni (Commissario straordinario)         | –                                                 | –                                                                 | –                                                 | –                                                 | 23 febbraio 2001                                  | 14 maggio 2001                                    | –                                                 |
| Franco Di Bonaventura                                |                                                   | Democratici di Sinistra (2001-2007)                               |                                                   | DS-PPI-SDI-PRC-FdV-Dem                            | 14 maggio 2001                                    | 30 maggio 2006                                    | Elezione 2001                                     |
| Franco Di Bonaventura                                |                                                   | Democratici di Sinistra (2001-2007)                               | DL-DS-RnP-FdV-PdCI                                | 30 maggio 2006                                    | 1º giugno 2011                                    | Elezione 2006                                     |                                                   |
| Franco Di Bonaventura                                | Partito Democratico (2007-2011)                   |                                                                   | DL-DS-RnP-FdV-PdCI                                | 30 maggio 2006                                    | 1º giugno 2011                                    | Elezione 2006                                     |                                                   |
| Enio Pavone                                          |                                                   | Indipendente                                                      |                                                   | PdL-UdC-L. civiche                                | 1º giugno 2011                                    | 23 giugno 2016                                    | Elezione 2011                                     |
| Sabatino Di Girolamo                                 |                                                   | Partito Democratico                                               |                                                   | PD-L. civiche                                     | 23 giugno 2016                                    | 19 ottobre 2021                                   | Elezione 2016                                     |
| Mario Nugnes                                         |                                                   | Indipendente                                                      |                                                   | Az-L. civiche                                     | 19 ottobre 2021                                   | in carica                                         | Elezione 2021                                     |